# Hypolagus
Hypolagus és un gènere extint de mamífers lagomorfs de la família dels lepòrids que tingueren una distribució holàrtica des del Miocè inferior fins al Plistocè mitjà, fa entre 300.000 anys i 16,3 milions d'anys. Se n'han trobat restes fòssils a Àustria, el Canadà, Croàcia, Eslovàquia, Espanya (incloent-hi Mallorca), els Estats Units, França, Geòrgia, Grècia, Groenlàndia, Hongria, Israel, Itàlia, el Kazakhstan, Mèxic, Polònia, Romania, Rússia, Turquia i la Xina. És possible que siguin els avantpassats del gènere africà Serengetilagus.